# Syväjärvi (Jukkasjärvi socken, Lappland, 754920-168032)
Syväjärvi är en sjö i Kiruna kommun i Lappland och ingår i Torneälvens huvudavrinningsområde. Sjön har en area på 0,0819 kvadratkilometer och ligger 454,9 meter över havet. Syväjärvi ligger i Rautas fjällurskog Natura 2000-område.

## Delavrinningsområde
Syväjärvi ingår i det delavrinningsområde (754521-168300) som SMHI kallar för Mynnar i Rautasälven. Medelhöjden är 493 meter över havet och ytan är 34,58 kvadratkilometer. Det finns inga avrinningsområden uppströms utan avrinningsområdet är högsta punkten. Käyräjoki som avvattnar avrinningsområdet har biflödesordning 3, vilket innebär att vattnet flödar genom totalt 3 vattendrag innan det når havet efter 407 kilometer. Avrinningsområdet består mestadels av skog (71 procent) och sankmarker (21 procent). Avrinningsområdet har 0,93 kvadratkilometer vattenytor vilket ger det en sjöprocent på 2,7 procent.